# Block Point
Block Point är en udde i Antarktis. Den ligger i Sydshetlandsöarna. Argentina, Chile och Storbritannien gör anspråk på området.
Terrängen inåt land är huvudsakligen kuperad, men söderut är den platt. Havet är nära Block Point österut. Trakten är glest befolkad. Närmaste befolkade plats är Commandante Ferraz Station, 13,1 kilometer norr om Block Point. 